# Wester-Ohrstedt
Wester-Ohrstedt (duń. Vester Ørsted) – gmina w Niemczech w kraju związkowym Szlezwik-Holsztyn, w powiecie Nordfriesland, wchodzi w skład urzędu Viöl.